# Ahlbeck (bei Ueckermünde)
Ahlbeck település Németországban, Mecklenburg-Elő-Pomeránia tartományban. Lakosainak száma 587 fő (2023. december 31.).

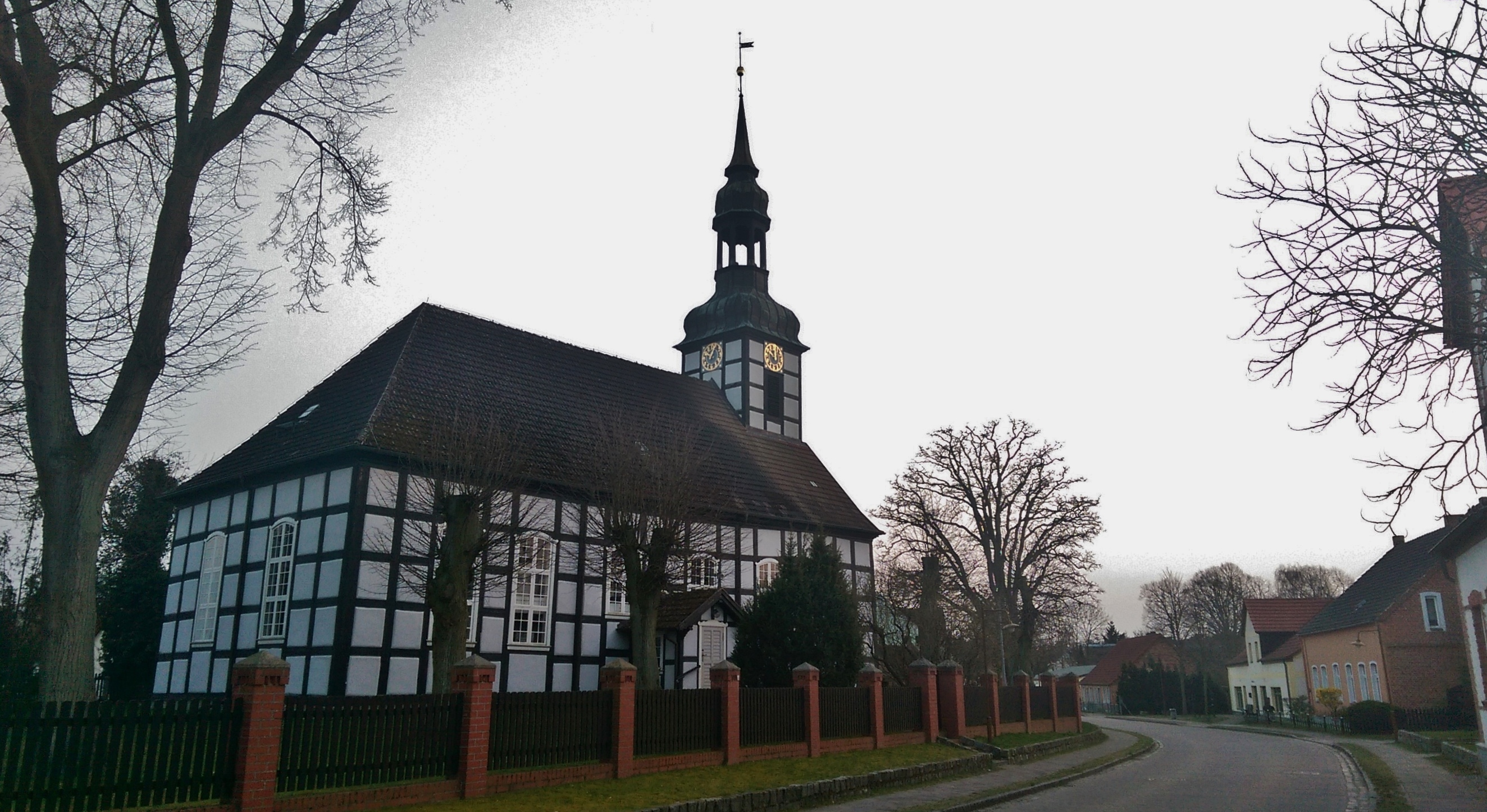

## Népesség
A település népességének változása:
| Lakosok száma | 700  | 618  | 620  | 586  | 605  | 587  |
|               | 2012 | 2017 | 2019 | 2021 | 2022 | 2023 |